# Infinity TV
 (mai 2023).
Infinity TV est une plateforme de streaming italienne éditée par RTI et propriété de Mediaset,. Il est également disponible sous forme d'application pour Android, iOS et pour les Smart TV.

## Histoire
Infinity, lancé le 11 décembre 2013, permet de regarder des films, des drames et des séries télévisées en streaming. Depuis juillet 2014, le service est également disponible via Chromecast. et est inclus dans les forfaits proposés par Mediaset Premium. En juillet 2015, grâce à un accord avec Tiscali, le service est inclus dans les offres de connectivité du fournisseur. Depuis le 1er septembre 2015, la grille tarifaire Infinity est mise gratuitement à disposition de tous les abonnés au forfait Mediaset Premium « Cinéma ».
Du 5 mars 2015 au 12 janvier 2016, Infinity a intégré une section intitulée "Cinema Live" dans laquelle les chaînes Premium Cinema +24, Premium Cinema Emotion, Premium Cinema Energy et Premium Cinema Comedy étaient diffusées en direct. En décembre 2015, Infinity lançait Première, c'est-à-dire une sélection de films très récemment sortis, disponible gratuitement pendant une semaine aux abonnés de la plateforme.
À partir du 1er juin 2018, la section « Chaînes en direct » a été introduite, où les chaînes de cinéma et de séries utilisables sur Mediaset Premium sont mises à disposition.
Depuis fin octobre 2019, la diffusion en continu des autres chaînes Mediaset disponibles en clair a également été ajoutée (uniquement pour le Web) à la section Chaînes en direct, à l'exception de Mediaset Extra et des chaînes pour enfants et musique.
En novembre 2020, Mediaset a lancé Infinity Selection, une chaîne supplémentaire d'Amazon Prime Video qui propose certains contenus de la plateforme.